# Palau na Mistrzostwach Świata w Lekkoatletyce 2009
Palau na Mistrzostwach Świata w Lekkoatletyce 2009 reprezentowany był przez 2 zawodników – 1 kobietę i 1 mężczyznę. Żaden z tych sportowców nie zdobył medalu na tych MŚ.

## Lekkoatleci

### Bieg na 100 m kobiet
- Sorai Bella Reklai – 56. miejsce w eliminacjach – 13.75 sek.

### Bieg na 100 m mężczyzn
- Leon Mengloi – 83. miejsce w eliminacjach – 11.60 sek.